# Ліщинський Павло Миколайович
Павло́ Микола́йович Ліщи́нський (1 серпня 1995, Калуш, Івано-Франківська область — 30 серпня 2014, під Луганськом) — солдат військової служби за контрактом Збройних сил України, десантник. Загинув в ході російсько-української війни.

## Життєпис
Павло Ліщинський народився 1 серпня 1995 року в мкрн Хотінь міста Калуш. Після закінчення 9 класів Хотінської ЗОШ № 9 навчався в Калуському вищому професійному училищі. Захоплювався історією. У листопаді 2013 року пішов служити в армію на контрактній основі. Служив у 80-й окремій аеромобільній бригаді (Львів), номер обслуги гаубично-артилерійського взводу артилерійського дивізіону.
|  | Ми тут за Україну! |

Від самого початку російської збройної агресії проти України став на захист Батьківщини та у складі 80 ОАЕМБр вирушив на Луганщину, де обороняв Луганський аеропорт. Загинув 30 серпня 2014 року під час обстрілу аеропорту російськими бойовиками.
3 вересня тіло загиблого вояка зустрічали з почестями в рідному Калуші, поховали 19-річного захисника 4 вересня 2014 року на новому цвинтарі у мікрорайоні Хотінь, де мешкає родина Ліщинських, із численною ходою. Попрощатись з бойовим побратимом приїхав у повному складі гаубично-артилерійський взвод, у якому служив Павло. Напередодні десантники повернулися додому після майже півроку бойових дій на сході.
Павло став першим мешканцем Калуша, який загинув у зоні АТО. 4 вересня 2014 року у Калуші оголошено днем жалоби.
Мати Павла родом із Закарпаття. Батько був мобілізований до війська під час третьої хвилі мобілізації. В родині Ліщинських у Павла залишилися сестра та молодший брат.

## Нагороди та вшанування
- Указом Президента України № 282/2015 від 23 травня 2015 року, «за особисту мужність і високий професіоналізм, виявлені у захисті державного суверенітету та територіальної цілісності України, вірність військовій присязі», нагороджений орденом «За мужність» III ступеня (посмертно)[2].
- У червні 2015 року Павлу Ліщинському було присвоєно звання Почесного громадянина міста Калуша.
- 23 серпня 2015 року, у День Державного Прапора України, на фасаді Калуської ЗОШ № 9 у мкрн Хотінь було урочисто відкрито та освячено меморіальну дошку загиблому воїну АТО Павлу Ліщинському[3].
- нагрудний знак «За оборону Луганського аеропорту» (посмертно)
- Його портрет розміщений на меморіалі «Стіна пам'яті полеглих за Україну» у Києві: секція 4, ряд 3, місце 7
- Вшановується 30 серпня на щоденному ранковому церемоніалі вшанування українських захисників, які загинули цього дня у різні роки внаслідок російської збройної агресії[4]